# Saint-Germain-des-Prés Café 8
Albums de Various
Saint-Germain-des-Prés Café 7 Saint-Germain-des-Prés Café 9
Saint-Germain-des-Prés Café volume 8 est la huitième compilation Saint-Germain-des-Prés Café parue en 2006.

## Liste des titres
| 1.  | Cellophane                                        | Ashley Slater      |  |
| 2.  | Yo Yo Jazz                                        | Big Bang           |  |
| 3.  | A Little Something                                | Diesler            |  |
| 4.  | The Gods of The Yoruba (Belem)                    | Gerardo Frisina    |  |
| 5.  | Push Push (featuring Onejiru)                     | Re:Jazz            |  |
| 6.  | What is Cool                                      | Kevin Yost         |  |
| 7.  | I See a Different You                             | Koop               |  |
| 8.  | Expecting Repercussions (featuring Dania König)   | Matthias Vogt Trio |  |
| 9.  | Dreamer                                           | S-Tone Inc.        |  |
| 10. | Sandy                                             | Jumbotronics       |  |
| 11. | Million ways (featuring Trine Lise Vaering)       | Povo               |  |
| 12. | Sweet is The Air (featuring Nature Boy)           | Alice Russell      |  |
| 13. | Forgetting to Remember (Nostalgia 77 Mix)         | Kinny & Horne      |  |
| 14. | Thin Ice (Paolo Fedreghini & Marco Bianchi Remix) | The Dinning Rooms  |  |
| 15. | Sweet Melody                                      | Painted Pictures   |  |
| 16. | Chronik Break (featuring Tash)                    | Beat Assailant     |  |

| 1.  | Forgotten Places                          | Alif Tree                |  |
| 2.  | Drifting (Swing Mix)                      | Metropolitan Jazz Affair |  |
| 3.  | Ocre                                      | Benjamin Devigne         |  |
| 4.  | Amost                                     | Rongetz Foundation       |  |
| 5.  | Murmur (featuring Athena Constantine)     | Bang-Bang                |  |
| 6.  | We've Got It! (featuring Nutropic)        | Stéphane Belmondo        |  |
| 7.  | Fool Like Me (featuring Tassel & Naturel) | JMDee-Beat               |  |
| 8.  | I Am a Manchild                           | Uptown Funk Empire       |  |
| 9.  | Drivin' (featuring Tassel & Naturel)      | DJ Cam                   |  |
| 10. | Stop Trying                               | Teknic Old School        |  |